# Associació Francesa de Catalanistes
L'Associació Francesa de Catalanistes (Association Française de Catalanistes o AFC) té com a finalitat treballar pel desenvolupament de la recerca i l'ensenyament en tots els àmbits de la cultura catalana. S'adreça a docents, estudiants i tota persona que a França i la seva àrea d'influència, manifesti un interès sobre la cultura dels Països Catalans i la llengua catalana (literatura, lingüística, arts, història i filosofia).
Va ser creada el 1991. Organitzen seminaris i congressos temàtics i publiquen monografies i la revista Revue d'études catalanes. Ja el 1994 la Comissió de Promoció de l'Ensenyament del Català a les Universitats de fora de l'Àmbit Territorial de Catalunya s'hi va afiliar com a membre protector. El 1996 va organitzar el seu primer col·loqui a París. El 2017 va organitzar el 8è congrés internacional amb el tema «La presència catalana a l'estranger» a Tolosa de Llenguadoc.